# Liste von Biologen
Die Liste von Biologen nennt Personen, die direkt oder indirekt einen wesentlichen Beitrag zum Wissen um die Biologie geleistet haben (Zeitraum: Antike, Mittelalter und Neuzeit). Es handelt sich dabei nicht ausschließlich um Biologen im heutigen Sinne, das heißt Personen mit einer akademischen Ausbildung in den Biowissenschaften (Fachdisziplinen entstanden erst in der Neuzeit), sondern auch um Menschen, die einen anderen akademischen Berufsweg – etwa den medizinischen – einschlugen und sich darüber hinaus mit der belebten Natur wissenschaftlich auseinandersetzten.

## Liste
Die Liste enthält folgende Informationen:
- den Namen
- (in Klammern die Lebensdaten)
- die Nationalität und den Beruf
- (evtl. in Klammern eine Besonderheit)

### A
- John Jacob Abel (1857–1938), amerikanischer Mediziner und Pharmakologe
- Othenio Abel (1875–1946), österreichischer Paläontologe und Evolutionsbiologe (Begründer der Paläobiologie)
- Cristóbal Acosta (1525–≈1594), portugiesischer Arzt („Plinius der Neuen Welt“)
- José de Acosta (etwa 1540–1600), spanischer Jesuitenmissionar
- Michel Adanson (1727–1806), französischer Botaniker
- Claudius Aelianus (etwa 170 – 240), römischer Schriftsteller und Kompilator
- Carl Adolf Agardh (1785–1859), schwedischer Botaniker
- Louis Agassiz (1807–1873), Schweizer Zoologe und Geologe
- Nicolas Ager (1568–1634), französischer Botaniker
- William Aiton (1731–1793), schottischer Botaniker
- Abd al-Latif al-Baghdadi (1163–1231), byzantinischer Arzt und Lehrer
- Ulisse Aldrovandi (1522–1605), italienischer Mediziner (begründete einen der ersten botanischen Gärten)
- Wilfred Backhouse Alexander (1885–1965), englischer Ornithologe
- Alfred William Alcock (1859–1933), englischer Naturforscher
- Salim Ali (1896–1987), indischer Ornithologe
- Joel Asaph Allen (1838–1921), amerikanischer Ornithologe und Systematiker
- Jaume Almera i Comas (1845–nach 1889), spanischer Naturhistoriker (Wegbereiter des Studiengangs Paläontologie)
- Claes Alströmer (1736–1794), schwedischer Botaniker
- Bernard Altum (1824–1900), deutscher Zoologe, Forstwissenschaftler und Ornithologe
- Janaki Ammal (1897–1984), indische Botanikerin und Zytologin
- Nils Johan Andersson (1821–1880), schwedischer Botaniker
- Aratos von Soloi (ca. 310 – 245 v. Chr.), griechischer Philosoph und Dichter
- Peter Artedi (1705–1735), schwedischer Naturforscher
- Aristoteles (384–322 v. Chr.), griechischer Philosoph und Universalgelehrter
- Jürgen Aschoff (1913–1998), deutscher Physiologe (Mitbegründer der Chronobiologie)
- Oswald Theodore Avery (1877–1955), kanadischer Mediziner (Mitbegründer der modernen Molekulargenetik)
- Victor Audouin (1797–1841), französischer Zoologe
- John James Audubon (1785–1851), amerikanischer Ornithologe

### B
- Churchill Babington (1821–1889), britischer Archäologe und Conchologe
- Karl Ernst von Baer (1792–1876), estländischer Naturforscher (Humboldt des Nordens)
- Gerard Baerends (1916–1999), niederländischer Verhaltensforscher
- Joseph Banks (1743–1820), englischer Botaniker
- Rupert Charles Barneby (1911–2000), US-amerikanischer Botaniker
- Joachim Barrande (1799–1883), französischer Paläontologe, Geologe und Ingenieur
- Wilhelm Barthlott (* 1946), deutscher Botaniker
- John Bartram (1699–1777), amerikanischer Botaniker
- William Bartram (1739–1823), amerikanischer Naturforscher
- Anton de Bary (1831–1888), deutscher Botaniker (führte den Begriff „Symbiose“ in die Biologie ein)
- Ferdinando Bassi (1710–1774), italienischer Botaniker
- Henry Walter Bates (1825–1892), britischer Biologe (Batessche Mimikry)
- William Bateson (1861–1926), britischer Genetiker, prägte den Begriff Genetik
- August Batsch (1761–1802), deutscher Mediziner und Naturforscher (Botaniker und Parasitologe)
- Caspar Bauhin (1560–1624), Schweizer Botaniker
- Johann Matthäus Bechstein (1757–1822), deutscher Naturforscher, Forstwissenschaftler und Ornithologe
- David Bellamy (1933–2019), englischer Botaniker
- George Bentham (1800–1884), englischer Botaniker
- Theodor Bilharz (1825–1862), deutscher Mediziner und Naturforscher
- Hildegard von Bingen (1098–1179), deutsche Äbtissin
- Patrick Blanc (* 1953), französischer Botaniker am CNRS und Gartenkünstler
- Hieronymus Bock (1498–1554), deutscher Arzt (einer der „Väter der Botanik“)
- Jochen Bockemühl (1928–2020), anthroposophischer Ökologe und Botaniker
- Emil du Bois-Reymond (1818–1896), deutscher Mediziner (Begründer der Elektrophysiologie)
- Louis Bolk (1866–1930), niederländischer Mediziner und Anatom (einflussreiche Theorie zur Hominisation)
- Charles Bonnet (1720–1793), französischer Naturphilosoph
- Aimé Bonpland (1773–1858), französischer Botaniker
- Jules Bordet (1870–1961), belgischer Biologe und Immunologe
- Alexander Braun (1805–1877), deutscher Botaniker
- Josias Braun-Blanquet (1884–1980), Schweizer Botaniker und Begründer der Pflanzensoziologie
- Julius Oscar Brefeld (1839–1925), deutscher Botaniker
- Alfred Brehm (1829–1884), deutscher Zoologe (bekanntestes Werk Brehms Tierleben)
- Sydney Brenner (1927–2019), südafrikanischer Entwicklungsbiologe (Nobelpreisträger)
- Nathaniel Lord Britton (1859–1934), nordamerikanischer Geologe und Botaniker
- Adolphe Brongniart (1801–1876), französischer Botaniker
- Martin Brookes (* 1967), englischer Biologe und Autor
- Robert Brown (1773–1858), schottischer Botaniker
- Otto Brunfels (1488–1534), deutscher Theologe und Botaniker
- Adolf Bückmann (1900–1993), deutscher Zoologe und Fischereiwissenschaftler
- Comte De Buffon (1707–1788), französischer Naturforscher
- Luther Burbank (1849–1926), amerikanischer Biologe, Pflanzenzüchter
- Hans Burgeff (1883–1976), deutscher Botaniker

### C
- Aimo Kaarlo Cajander (1879–1943), finnischer Forstbotaniker und Pflanzensoziologe
- Sean B. Carroll (* 1960), US-amerikanischer Molekularbiologe, Genetiker und Evolutionsbiologe
- Rachel Carson (1907–1964), US-amerikanische Biologin (Autorin von Stummer Frühling)
- George Washington Carver (1860–1943), US-amerikanischer Botaniker
- Robert Chambers (1802–1871), schottischer Geologe
- Adelbert von Chamisso (1781–1838), deutscher Botaniker
- Domenico Cirillo (1739–1799), italienischer Arzt, Entomologe, Botaniker und Patriot
- Jens Christian Clausen (1891–1969), dänisch-US-amerikanischer Botaniker
- John Clayton (1694–1773), britisch-amerikanischer Botaniker
- Frederic E. Clements (1874–1945), US-amerikanischer Ökologe
- Carolus Clusius (1526–1609), niederländischer Gelehrter, Arzt und Botaniker
- Carl Correns (1864–1933), deutscher Botaniker und Genetiker
- Jacques Cousteau (1910–1997), französischer Meeresbiologe und Erforscher
- Francis Crick (1916–2004), englischer Physiker, Biochemiker (Entschlüsselung der DNA-Struktur)
- Nicholas Culpeper (1616–1654), englischer Astrologe, Arzt und Apotheker
- Georges Cuvier (1769–1832), französischer Naturforscher, (Begründer der vergleichenden Anatomie)

### D
- Andreas Dahl (1751–1789), schwedischer Botaniker und Mediziner (Namensgeber für die Dahlie)
- Friedrich Dahl (1856–1929), deutscher Zoologe
- Charles Darwin (1809–1882), britischer Naturforscher (Forschungsreisen, Evolutionstheorie)
- Erasmus Darwin (1731–1802), Doktor, Naturalist, Großvater von Charles Darwin
- Heinrich Dathe (1910–1991), Zoologe und Direktor des Tierparks Berlin
- Leonardo da Vinci (1452–1519), Künstler, Naturforscher
- Richard Dawkins (* 1941), britischer Evolutionsbiologe (Werke zum Neodarwinismus)
- Christian de Duve (1917–2013), belgischer Biochemiker
- Amalie Dietrich (1821–1891), deutsche Naturforscherin
- Leopold Dippel (1827–1914), deutscher Botaniker
- Johannes Jacob Dillenius (1684–1747), deutscher Botaniker
- Pedanios Dioscurides (1. Jh. n. Chr.), Arzt und berühmtester Pharmakologe des Altertums
- Theodosius Dobzhansky (1900–1975), russisch-amerikanischer Evolutionsbiologe
- Rembert Dodoens (1517–1585), flämischer Botaniker
- Anton Dohrn (1840–1909), Gründer der Zoologischen Station Neapel
- Louis Dollo (1857–1931), belgischer Paläontologe (Iguanodon)
- David Douglas (1799–1834), schottischer Botaniker
- Hans Driesch (1867–1941), deutscher Biologe (experimentelle Embryologie)
- Oscar Drude (1852–1933), deutscher Botaniker
- Jonas Dryander (1748–1810), schwedischer Botaniker
- Eugène Dubois (1858–1940), niederländischer Geologe und Anthropologe
- Denis Duboule (* 1955), französisch-schweizerischer Genetiker

### E
- Alfred Edwin Eaton (1844–1929), englischer Entomologe
- Christian Gottfried Ehrenberg (1795–1876), deutscher Biologe
- Paul Ehrlich (1854–1915), deutscher Immunologe (Nobelpreisträger)
- Manfred Eigen (1927–2019), Nobelpreisträger (Hyperzyklus)
- Alexander Elenkin (1873–1942), russischer Lichenologe
- Heinz Ellenberg (1913–1997), deutscher Ökologe
- Charles Sutherland Elton (1900–1991), britischer Ökologe und Zoologe
- Johann Friedrich von Eschscholtz (1793–1831), deutsch-baltischer Biologe
- Adolf Engler (1844–1930), deutscher Botaniker (Systematik der Pflanzen nach Engler)
- Karl Escherich (1871–1951), deutscher Forstwissenschaftler und Zoologe (einer der Väter der angewandten Entomologie)
- Stephan Endlicher (1804–1849), österreichischer Botaniker/Systematiker

### F
- Girolamo Fabrizio (1537–1619), italienischer Anatom, Begründer der modernen Embryologie
- Jörg Michael Fey (1950–1996), deutscher Biologe, Privatdozent
- Jean-Henri Fabre (1823–1915), französischer Entomologe
- Anne Fausto-Sterling (* 1944), US-amerikanische Biologin (Gender Studies)
- Alexander Fleming (1881–1955), britischer Bakteriologe (Entdecker des Penicillins)
- Wilhelm Fließ (1858–1928), deutscher Biologe, Arzt
- Ronald Aylmer Fisher (1890–1962), britischer Biologe, Statistiker (Miterfinder der Populationsgenetik)
- Howard Walter Florey (1898–1968), australisch-britischer Pathologe, Nobelpreisträger (Mitentdecker des Penicillins)
- Wilhelm Olbers Focke (1834–1922), deutscher Arzt und Botaniker
- Robert Fortune (1812–1880), schottischer Botaniker
- Dian Fossey (1932–1985), Primatologin (Gorillas)
- Rosalind Elsie Franklin (1920–1958), britische Biochemikerin (beteiligt an der Aufklärung der DNA-Struktur)
- Wolfgang Frey (* 1942), Geobotaniker
- Elias Magnus Fries (1794–1878), Mykologe und Taxonom
- Heinrich Friese (1860–1948), Bienenforscher
- Karl von Frisch (1886–1982), Bienenforscher, Begründung der vergleichenden Verhaltensbiologie, Nobelpreisträger
- Herbert Fritsche (1911–1960), Homöopath
- Bryan Grieg Fry (* 1970), Molekularbiologe, Toxinologe und außerordentlicher Professor an der Universität Queensland
- Leonhart Fuchs (1501–1566), „Vater der Botanik“
- Douglas J. Futuyma (* 1942), US-amerikanischer Evolutionsbiologe

### G
- Birutė Galdikas (* 1946), Primatologin
- Galenos (≈ 129–216), griechischer Arzt und Anatom
- Helmut Gams (1893–1976), österreichischer Botaniker, Pflanzensoziologe und Kryptogamenkundler
- Joseph Gärtner (1732–1791), deutscher Arzt und Botaniker
- Johann Gustav Gassner (1881–1955), deutscher Botaniker
- Ernst Gaupp (1865–1916), deutscher Wirbeltiermorphologe
- Carl Gegenbaur (1826–1903), deutscher Wirbeltiermorphologe
- Claude-Joseph Geoffroy (1685–1752), französischer Botaniker, Mykologe und Apotheker
- John Gerard (1545–1612), englischer Botaniker
- Conrad Gessner (1516–1565), Schweizer Naturforscher
- Raffaello Gestro (1845–1936), italienischer Koleopterologe
- Carl Geyer (1802–1889), deutscher Illustrator und Schmetterlingskundler
- Hermann Theodor Geyler (1835–1889), deutscher Botaniker
- Henry A. Gleason (1882–1975), US-amerikanischer Ökologe
- Johann Gottlieb Gleditsch (1714–1786), deutscher Botaniker und Arzt
- Karl Christian Gmelin (1762–1837), deutscher Botaniker
- Karl Gößwald (1907–1996), deutscher Zoologe
- Johann Wolfgang von Goethe (1749–1832), deutscher Naturwissenschaftler und Dichter
- Camillo Golgi (1843–1926), italienischer Mediziner und Physiologe (Histologie, Zytologie, Neurophysiologie)
- Jane Goodall (* 1934), britische Primatologin
- Brian Goodwin (1931–2009), kanadischer Theoretischer Biologe
- Augustus Addison Gould (1805–1866), amerikanischer Zoologe
- John Gould (1804–1881), britischer Ornithologe
- Stephen Jay Gould (1941–2002), US-amerikanischer Paläontologe, Evolutionsforscher
- Vinzenz Maria Gredler (1823–1912), Tiroler Naturforscher
- Johann Anton Güldenstädt (1745–1781), deutsch-baltischer Naturforscher und Entdecker
- August Grisebach (1814–1879), deutscher Botaniker und Begründer der Geobotanik
- Bernhard Grzimek (1909–1987), deutscher Zoodirektor, Mitbegründer des BUND
- Giovanni Gussone (1787–1866), italienischer Botaniker
- Guranda Gwaladse (1932–2020), georgische Botanikerin, Mitbegründerin der Pflanzenembryologie
- Peter Gruss (* 1949), deutscher Entwicklungsbiologe (Maus), Präsident der Max-Planck-Gesellschaft

### H
- Gottlieb Haberlandt (1854–1945), österreichischer Botaniker
- Ernst Haeckel (1834–1919), deutscher Zoologe und Evolutionsbiologe
- Donat-Peter Häder (* 1944), deutscher Botaniker und Hochschullehrer
- J. B. S. Haldane (1892–1964), britischer Evolutionsbiologe
- Albrecht von Haller (1708–1777), Schweizer Naturforscher
- Ernst Hallier (1831–1904), deutscher Botaniker
- William D. Hamilton (1936–2000), britischer Evolutionsbiologe
- Illkka Hanski (1953–2016), finnischer Ökologe
- Heidrun E. K. Hartmann (1942–2016), deutsche Botanikerin
- William Harvey (1578–1657), britischer Arzt
- Robert Hartig (1839–1901), deutscher Forstwissenschaftler, Forstbotaniker, Pflanzenpathologe und Mykologe
- Pieter Harting (1812–1885), niederländischer Botaniker
- Bernhard Hassenstein (1922–2016), deutscher Zoologe
- Hans Hass (1919–2013), österreichischer Tauchpionier und Ethologe
- Berthold Hatschek (1854–1941), österreichischer Zoologe (Entdecker der Trochophora-Larve)
- Oskar Heinroth (1871–1945), deutscher Zoologe
- Hermann von Helmholtz (1821–1894), deutscher Arzt und Physiker
- Elwood Henneman (1915–1996), amerikanischer Neurophysiologe
- Willi Hennig (1913–1976), deutscher Biologe (Begründer der phylogenetischen Systematik)
- Victor Hensen (1835–1924), deutscher Physiologe und Meeresbiologe
- Oscar Hertwig (1849–1922), deutscher Entwicklungsbiologe
- Richard Hertwig (1850–1937), deutscher Zoologe
- Wilhelm His (1831–1904), Schweizer Entwicklungsbiologe
- Bruno Hofer (1861–1916), deutscher Ichthyologe
- Adriana Hoffmann (1940–2022), chilenische Botanikerin, Umweltschützerin und Autorin
- Wilhelm Hofmeister (1824–1877), deutscher Botaniker
- Theophrast von Hohenheim → Paracelsus
- Bert Hölldobler (* 1936), deutscher Soziobiologe
- Erich von Holst (1908–1962), deutscher Verhaltensforscher
- Josef Holub (1930–1999), tschechischer Botaniker (Wegbereiter der tschechischen „Roten Liste“)
- Robert Hooke (1635–1703), britischer Gelehrter, Physiker
- Joseph Dalton Hooker (1817–1911), britischer Botaniker
- William Jackson Hooker (1785–1865), britischer Botaniker
- Sven Hörstadius (1898–1996), (experimentelle Embryologie)
- Shiu Ying Hu (1910–2012), chinesische Botanikerin
- Alexander von Humboldt (1769–1859), deutscher Naturforscher
- George Evelyn Hutchinson (1903–1991), englischer Ökologe
- Julian Huxley (1887–1975), englischer Biologe
- Thomas Henry Huxley (1825–1895), britischer Wissenschaftler

### I
- Jan Ingenhousz (1730–1799), niederländischer Botaniker

### J
- Eva Jablonka (* 1952), polnisch-israelische theoretische Biologin und Genetikerin
- Daniel H. Janzen (* 1939), US-amerikanischer Evolutionsbiologe
- Wilhelm Johannsen (1857–1927), dänischer Botaniker und Genetiker (erfand den Begriff Gen)
- Antoine de Jussieu (1686–1758), französischer Naturforscher
- Herbert Jäckle (* 1949), deutscher Entwicklungsbiologe (Drosophila melanogaster), Vize-Präsident der Max-Planck-Gesellschaft
- Karl Jordan (1861–1959), deutsch-britischer Entomologe
- Nikolaus Joseph Jacquin (1727–1817), österreichischer Botaniker und Pflanzensammler

### K
- Josephine Kablik (1787–1863), österreichische Biologin und Paläontologin, zählt zu den 999 Frauen des Heritage Floor
- Stuart Kauffman (* 1939), US-amerikanischer, theoretischer Biologe
- Anton Kerner von Marilaun (1831–1898), österreichischer Botaniker
- Corentin Louis Kervran (1901–1983), französischer Naturwissenschaftler
- Robert Kidston (1852–1924), schottischer Paläobotaniker
- William Kirby (1759–1850), englischer Entomologe
- Carl Ludwig Kirschbaum (1812–1880), Lehrer und Museumsleiter (Zikaden-Forscher)
- Bernhard Klausnitzer (* 1939), deutscher Entomologe (Käfer-Forscher)
- Max Kleiber (1893–1976), Schweizer Agrarwissenschaftler und Physiologe
- Friedrich Karl Kleine (1869–1951), deutscher Mikrobiologe und Pharmakologe
- Hans Kniep (1881–1930), deutscher Botaniker
- Paul Knuth (1854–1899), deutscher Botaniker
- K. H. Emil Koch (1809–1879), deutscher Botaniker
- Robert Koch (1843–1910), deutscher Arzt, Mikrobiologe, Nobelpreisträger
- Wilhelm Daniel Joseph Koch (1771–1849), deutscher Botaniker
- Joseph Gottlieb Kölreuter (1733–1806), deutscher Botaniker
- Ernst-Michael Kranich (1929–2007), deutscher Biologe
- Klaus Kubitzki (1933–2022), deutscher Botaniker

### L
- Jean-Baptiste Lamarck (1744–1829), französischer Biologe (Evolutionstheorie)
- Robert Lauterborn (1869–1952), deutscher Zoologe, Botaniker
- Johann Caspar Lavater (1741–1801), Schweizer Pfarrer, Philosoph
- Alphonse Laveran (1845–1922), französischer Mediziner
- Sandra Lavorel (* 1965), französische Ökologin
- Louis Leakey (1903–1972), kenianischer Paläoanthropologe
- Georges-Louis Leclerc, Comte De Buffon (1707–1788), französischer Naturforscher
- Anton van Leeuwenhoek (1632–1723), niederländischer Naturforscher (entwickelte das Mikroskop)
- Jean Baptiste Leschenault de la Tour (1773–1826), französischer Botaniker
- Rudolf Leuckart (1822–1898), deutscher Zoologe (Begründer der Parasitologie)
- Rita Levi-Montalcini (1909–2012), italienisch-amerikanische Biologin
- Martin Lindauer (1918–2008), deutscher Verhaltensphysiologe und Soziobiologe (Bienenforscher)
- Aristid Lindenmayer (1925–1989), ungarischer Biologe
- Heinrich Friedrich Link (1767–1851), deutscher Botaniker
- Carl von Linné (1707–1778), schwedischer Naturwissenschaftler (Mitbegründer der Systematik)
- Joseph Lister (1827–1912), britischer Mediziner
- Thomas Lobb (1811–1894), britischer Botaniker
- William Lobb (1809–1864), amerikanischer Botaniker
- Martha Daniell Logan (1704–1779), amerikanische Botanikerin und Autorin
- Konrad Zacharias Lorenz (1903–1989), österreichischer Verhaltensbiologe (Begründer der vergleichenden Ethologie)
- Alfred J. Lotka (1880–1949), österreichisch-US-amerikanischer Mathematiker
- André Lwoff (1902–1994), französischer Mikrobiologe, Nobelpreisträger
- Charles Lyell (1797–1875), britischer Geologe

### M
- Robert MacArthur (1930–1972), kanadisch-amerikanischer Ökologe
- Tomitaro Makino (1862–1957), japanischer Botaniker
- Georg Marggraf (1610–1644), deutscher Naturforscher und Forschungsreisender
- Friedrich August Marschall von Bieberstein (1768–1826), Botaniker und Forschungsreisender
- Barry Marshall (* 1951), australischer medizinischer Mikrobiologe und Nobelpreisträger
- Humberto Maturana (1928–2021), chilenischer Neurophysiologe und Mitbegründer des Radikalen Konstruktivismus
- John Maynard Smith (1920–2004), britischer Evolutionsbiologe
- Ernst Mayr (1904–2005), deutsch-US-amerikanischer Evolutionsbiologie und Hauptvertreter der Synthetischen Evolutionstheorie
- Barbara McClintock (1902–1992), US-amerikanische Genetikerin und Entdeckerin der springenden Gene (Nobelpreis)
- Johann Gregor Mendel (1822–1884), schlesischer Augustinermönch und Entdecker der später nach ihm benannten Vererbungsregeln
- Maria Sibylla Merian (1647–1717), Schweizer Naturforscherin und Künstlerin
- Franz Julius Ferdinand Meyen (1804–1840), deutscher Arzt und Naturforscher
- André Michaux (1746–1802), französischer Botaniker
- Walter Migula (1863–1938), deutscher Botaniker und Bakteriologe
- Iwan Wladimirowitsch Mitschurin (1855–1935), russischer Botaniker
- Hans Mohr (1930–2016), deutscher Pflanzenphysiologe
- Karl August Möbius (1825–1908), deutscher Zoologe
- Hans Molisch (1856–1937), österreichischer Pflanzenphysiologe
- Jacques Monod (1910–1976), französischer Mikrobiologe, Biochemiker, Molekularbiologe und Nobelpreisträger
- Thomas Hunt Morgan (1866–1945), US-amerikanischer Genetiker und Nobelpreisträger
- Johann Friedrich Theodor Müller (1822–1897), deutsch-brasilianischer Biologe (Müllersche Mimikry, Müller-Desterro)
- Hermann Müller (1829–1883), Bruder von Johann Friedrich Theodor Müller, deutscher Blütenbiologe und Pädagoge, Vertreter der Koevolution (Müller-Lippstadt)
- Hermann Müller (1850–1927), Schweizer Pflanzenphysiologe und Rebzüchter (Müller-Thurgau)
- Johannes Müller (1801–1858), deutscher Mediziner (Müller-Gang), Begründer der Planktonforschung

### N
- Adolf Naef (1883–1949), Schweizer Zoologe und Paläontologe (idealistische Morphologie)
- Carl Wilhelm von Naegeli (1817–1891), Schweizer Botaniker
- Christian Gottfried Daniel Nees von Esenbeck (1776–1858), deutscher Botaniker und Naturphilosoph
- Theodor Friedrich Ludwig Nees von Esenbeck (1787–1837), deutscher Botaniker und Pharmakologe
- Stuart A. Newman (* 1945), US-amerikanischer Zellbiologe
- Jürgen Nicolai (1925–2006), deutscher Ornithologe und Verhaltensforscher
- Denis Noble (1936), britischer Systembiologe
- Wilhelm Nultsch (1927–2011), einer der bedeutendsten deutschen Botaniker des 20. Jahrhunderts
- Christiane Nüsslein-Volhard (* 1942), deutsche Biologin (Entwicklungsgenetik), Nobelpreisträgerin

### O
- Erich Oberdorfer (1905–2002), deutscher Botaniker und Pflanzensoziologe
- Charles Oberthür (1845–1924), französischer Entomologe
- Franz Oberwinkler (1939–2018), deutscher Mykologe
- Friedrich Oehlkers (1890–1971), deutscher Botaniker und Pflanzengenetiker
- Lorenz Oken (1779–1851), deutscher Naturforscher und Philosoph
- Nikolaus von Oresme (1330–1382), französischer Naturwissenschaftler und Philosoph
- Garcia da Orta (1499–1568), (Pionier der Botanik und Pharmazie)
- Günther Osche (1926–2009), deutscher Evolutionsbiologe und Parasitologe
- Fritz Theodor Overbeck (1898–1983), deutscher Botaniker, Begründer der Moorbotanik in Mitteleuropa
- Sir Richard Owen (1804–1892), britischer Biologe

### P
- Józef Konrad Paczoski (1864–1942), polnischer Botaniker und Pflanzensoziologe
- Peter Simon Pallas (1741–1811), russischer Zoologe
- Paracelsus (1493–1541), Arzt, Alchemist, Astrologe, Theologe, Mystiker und Philosoph (Tria Principia)
- Louis Pasteur (1822–1895), französischer Chemiker und Bakteriologe
- Christian Hendrik Persoon (1761–1836), Mykologe
- Iwan Petrowitsch Pawlow (1849–1936), russischer Physiologe, Nobelpreisträger
- Thomas Pennant (1726–1798), walisischer Naturforscher, Zoologe und Altertumsforscher
- Paul Pétard (1912–1980), französischer Botaniker
- Julia Platt (1857–1935), US-amerikanische Wirbeltierembryologin (Entwicklungsbiologie)
- Adolf Portmann (1897–1982), Schweizer Zoologe
- Georg August Pritzel (1815–1874), deutscher botanischer Schriftsteller
- Reginald Punnett (1875–1967), britischer Genetiker
- Jan Evangelista Purkinje (1787–1869), tschechischer Physiologe, Histologe und Embryologe
- Paul Émile de Puydt (1810–1891), belgischer Botaniker
- Eduard Friedrich Poeppig (1798–1868), deutscher Botaniker, Zoologe und Landeskundler

### R
- Emil Racoviță (1868–1947), rumänischer Biologe, Meeresforscher und Botaniker, Begründer der Höhlenforschung
- Ludwig Radlkofer (1829–1927), deutscher Botaniker
- Werner Rathmayer (1937–2003), deutscher Zoologe und Neurobiologe
- Julius Theodor Christian Ratzeburg (1801–1871), deutscher Zoologe, Entomologe und Forstwissenschaftler (Vater der Forstentomologie)
- Christen Raunkiær (1860–1938), dänischer Ökologe und Botaniker
- René Antoine Ferchault de Réaumur (1683–1757), französischer Naturwissenschaftler
- Francesco Redi (1626–1697), italienischer Biologe
- Eduard von Regel (1815–1892), deutscher Gärtner, Botaniker
- Jakob Reinert (1912–2002), deutscher Botaniker und Wegbereiter der Untersuchung der Embryogenese in Gewebekulturen
- Adolf Remane (1898–1976), deutscher Zoologe
- Bernhard Rensch (1900–1990), deutscher Evolutionsbiologe, Zoologe, Verhaltensforscher, Neurophysiologe und Philosoph
- Ralf Reski (* 1958), deutscher Botaniker und Biotechnologe
- Rupert Riedl (1925–2005), österreichischer Zoologe
- August Johann Rösel von Rosenhof (1705–1759), deutscher Naturforscher und Miniaturmaler
- Alfred Sherwood Romer (1894–1973), US-amerikanischer Spezialist für Wirbeltier-Paläontologie
- Harald Rosenthal (* 1937), deutscher Hydrobiologe
- Ronald Ross (1857–1932), britischer Mediziner
- Wilhelm Roux (1850–1924), deutscher Zoologe(experimentelle Embryologie)
- Georgius Rumphius (1627–1702), deutsch-niederländischer Botaniker

### S
- Julius Sachs (1832–1897), deutscher Botaniker und Pflanzenphysiologe
- Etienne Geoffroy de Saint-Hilaire (1772–1844), französischer Zoologe
- Horace-Bénédict de Saussure (1740–1799), Schweizer Naturforscher
- Hermann Schacht (1814–1864), deutscher Botaniker
- Wolfgang Schad (1935–2022), deutscher Evolutionsbiologe
- Hugo Schanderl (1901–1975), deutscher Botaniker und Pflanzenphysiologe
- Fritz Schaudinn (1871–1906), deutscher Zoologe und Protozoenforscher (Entdecker des Syphiliserreger)
- Karl E. Schedl (1898–1979), österreichischer Zoologe und Forstwissenschaftler
- Johann Jakob Scheuchzer (1672–1733), Schweizer Naturforscher
- Andreas Franz Wilhelm Schimper (1856–1901), deutscher Botaniker, Pflanzengeograph
- Karl Friedrich Schimper (1803–1867), deutscher Naturforscher, Botaniker und Geologe
- Wilhelm Philipp Schimper (1808–1880), französisch-deutscher Botaniker und Paläobotaniker
- Matthias Jacob Schleiden (1804–1881), deutscher Botaniker und Mitbegründer der „Zelltheorie“
- Otto Schmeil (1860–1943), deutscher Biologe, Pädagoge und Autor u. a. des Schmeil-Fitschen
- Knut Schmidt-Nielsen (1915–2007), norwegisch-US-amerikanischer Mitbegründer der Ökophysiologie
- Johann Christian von Schreber (1739–1810), deutscher Naturforscher und Mediziner
- Theodor Schube (1860–1934), deutscher Naturforscher und Botaniker (Dendrologie)
- Peter Schütt (1926–2010), deutscher Forstwissenschaftler (Forstbotanik und Forstpathologie)
- Karl Moritz Schumann (1851–1904), deutscher Botaniker
- Theodor Schwann (1810–1882), deutscher Physiologe
- Simon Schwendener (1829–1919), Schweizer Botaniker
- Fritz Schwerdtfeger (1905–1986), deutscher Forstzoologe und Ökologe
- Giovanni Antonio Scopoli (1723–1788), österreichischer Arzt und Naturforscher
- Plinius der Ältere (23/24–79), römischer Schriftsteller (Naturgeschichte)
- Adam Sedgwick (1785–1873), britischer Geologe
- Rupert Sheldrake (* 1942), britischer Biologe und Autor
- Neil Shubin (* 1960), US-amerikanischer Paläontologe und Evolutionsforscher
- Johann Georg Siegesbeck (1686–1755), deutscher Botaniker und Professor in Russland
- Heinz Sielmann (1917–2006), deutscher Tierfilmer
- George Gaylord Simpson (1902–1984), amerikanischer Paläontologe
- Rolf Singer (1906–1994), deutsch-amerikanischer Mykologe
- Karl Snell (1881–1956), deutscher Pflanzenbauwissenschaftler
- Daniel Solander (1733–1782), schwedischer Botaniker
- Lazzaro Spallanzani (1729–1799), italienischer Naturwissenschaftler, Biologe
- Hans Spemann (1869–1941), deutscher Zoologe und Entwicklungsbiologe
- Paul Carpenter Standley (1884–1963), US-amerikanischer Botaniker
- Ernst Stahl (1848–1919), französisch-deutscher Botaniker
- Dietrich Starck (1908–2001), Wirbeltiermorphologe
- Kaspar Maria von Sternberg (1761–1838), böhmischer Botaniker (Paleobotanik, Rezente Botanik)
- Karl Stetter (* 1941), deutscher Mikrobiologe (Extremophile)
- Hans Stichel (1862–1936), deutscher Entomologe
- Wolfgang Stichel (1898–1968), deutscher Entomologe
- Eduard Strasburger (1844–1912), deutscher Botaniker
- Erwin Stresemann (1889–1972), deutscher Zoologe, Ornithologe
- G. Ledyard Stebbins (1906–2000), US-amerikanischer Biologe, Botaniker (Synthetische Evolutionstheorie)
- Wladimir Nikolajewitsch Sukatschow (1880–1967), russischer Geobotaniker und Pflanzensoziologe
- William Sullivant, US-amerikanischer Bryologe (Sulliv.)
- Olof Peter Swartz (1760–1818), schwedischer Botaniker
- Władysław Szafer (1886–1970), polnischer Botaniker, Ökologe, Vegetationsgeograph, Florist und Paläobotaniker
- Eörs Szathmáry (* 1959), ungarischer theoretischer Biologe

### T
- Jürgen Tautz (* 1949), deutscher Soziobiologe, Verhaltensforscher und Bienenexperte
- Pierre Teilhard de Chardin (1881–1955), französischer Paläontologe, Philosoph
- Johannes Thal (1542–1583), deutscher Arzt und Botaniker
- Günter Theißen (* 1962), deutscher Genetiker mit Beiträgen zur Evolutions- und Entwicklungsbiologe
- Theophrastos von Eresos (um 390 – 371 v. Chr.), griechischer Philosoph und Naturforscher
- August Thienemann (1882–1960), deutscher Zoologe
- Otto Wilhelm Thomé (1840–1925), deutscher Botaniker
- Carl Peter Thunberg (1743–1828), schwedischer Naturforscher
- David Tilman (* 1949), US-amerikanischer Ökologe
- Helena Alexandrowna Timofejew-Ressowski (1898–1973), russische Genetikerin
- Nikolai Wladimirowitsch Timofejew-Ressowski (1900–1981), russischer Genetiker
- Nikolaas Tinbergen (1907–1988), niederländischer Ethologe, Biologe und Ornithologe
- Mutius von Tommasini (1794–1879), österreichischer Botaniker
- John Torrey (1796–1873), US-amerikanischer Botaniker
- Joseph Pitton de Tournefort (1656–1708), französischer Botaniker
- John Tradescant der Ältere (nach 1570–1638) und sein Sohn John Tradescant der Jüngere (1608–1662), britische Gärtner und Botaniker
- Abraham Trembley (1710–1784), Schweizer Erzieher und Naturforscher (einer der Väter der experimentellen Zoologie)
- Gottfried Reinhold Treviranus (1776–1837), deutscher Arzt
- Robert Trivers (* 1943), US-amerikanischer Evolutionsbiologe (reziproker Altruismus)
- Erich Tschermak (1871–1962), österreichischer Botaniker
- Sergei Sergejewitsch Tschetwerikow (1880–1959), russischer Evolutionsbiologe
- Charles H. Turner (1867–1923), US-amerikanischer Verhaltensforscher und Entomologe
- Reinhold Tüxen (1899–1980), deutscher Pflanzensoziologe

### U
- Jakob Johann von Uexküll (1864–1944), deutscher Biologe (führte den Begriff der Umwelt in die Biologie ein)
- Ignaz Urban (1848–1931), deutscher Botaniker

### V
- Francisco Varela (1946–2001), chilenischer Biologe
- Andreas Vesalius (1514–1564), flämischer Anatom und Chirurg
- Rudolf Virchow (1821–1902), deutscher Mediziner (Zellularpathologie)
- Hugo de Vries (1848–1935), niederländischer Biologe
- Jean Pierre Vité (1923–2016), deutscher Forstwissenschaftler und Forstzoologe
- Dieter Vogellehner (1937–2002), deutscher Botaniker
- Vito Volterra (1860–1940), italienischer Mathematiker

### W
- Conrad Hal Waddington (1905–1975), britischer Entwicklungsbiologe und theoretischer Biologe
- Charles Walcott (1850–1927), US-amerikanischer Paläontologe
- Nikolai Iwanowitsch Wawilow (1887–1943), sowjetischer Biologe
- Alfred Russel Wallace (1823–1913), britischer Evolutionsbiologe
- Heinrich Walter (1898–1989), deutsch-russischer Botaniker
- Johannes Walther (1860–1937), deutscher Geologe und Paläontologe
- Otto Warburg (1883–1970), deutscher Biochemiker
- Hewett Watson (1804–1881), englischer Botaniker
- James D. Watson (* 1928), Biologe, Nobelpreisträger (Entschlüsselung der DNS-Struktur)
- Wilhelm Weinberg (1862–1937), deutscher Arzt, Vererbungsforscher (Hardy-Weinberg-Gleichgewicht)
- August Weismann (1834–1914), deutscher Zoologe und Evolutionsbiologe
- Gustav Wellenstein (1906–1997), deutscher Forstwissenschaftler und Entomologe
- Gustav Wendelberger (1915–2008), österreichischer Botaniker und Pflanzensoziologe
- Mary Jane West-Eberhard (* 1941), US-amerikanische Evolutionsforscherin und -theoretikerin
- Victor Westhoff (1916–2001), niederländischer Biologe
- Otti Wilmanns (1928–2023), deutsche Botanikerin
- Edward O. Wilson (1929–2021), US-amerikanischer Entomologe, Biologe (Vater der Soziobiologie)
- Carl Woese (1928–2012), amerikanischer Mikrobiologe, Evolutionsbiologe (neue Domäne: Archaeen)
- Caspar Friedrich Wolff (1734–1794), deutscher Physiologe, Embryologe
- Willy Wolterstorff (1864–1943), deutscher Zoologe (Schwerpunkt Herpetologie, Wirbeltiere)
- Sewall Wright (1889–1988), Evolutionsbiologe
- Richard Wettstein (1863–1931), österreichischer Botaniker

### Z
- Walter Zimmermann (1892–1980), deutscher Botaniker
- Joseph Gerhard Zuccarini (1797–1848), deutscher Botaniker